# Viachaslau Makaranka
Viachaslau Makaranka (n. 19 septembrie 1975, Homieĺ, RSS Bielorusă, URSS) este un luptător ce a reprezentat Belarus, medaliat olimpic. A participat la o ediție a Jocurilor Olimpice (2004) în care a câștigat o medalie de bronz.

## Participări
Lista de mai jos prezintă principalele competiții la care a participat Viachaslau Makaranka de-a lungul carierei.
- wrestling at the 2004 Summer Olympics – men's Greco-Roman 84 kg[*]